# RAMSIS
RAMSIS ist ein 3D-Menschmodell in Form einer Software zur ergonomischen Analyse von CAD-Konstruktionen. Der Begriff RAMSIS ist ein Akronym für die Bezeichnung Rechnergestütztes Anthropometrisch-Mathematisches System zur Insassen-Simulation.

## Verwendung bzw. Eigenschaften
RAMSIS dient zur ergonomischen Analyse und der Auslegungsunterstützung von Produkten und Arbeitsplätzen während der Konstruktionsphase auf Basis von CAD-Geometrie. Es ergänzt die dreidimensionalen Konstruktionsmodelle von Bauteilen mit einem skalierbaren funktionalen geometrischen Modell des Menschen. Auf dieser Grundlage ist es möglich, die jeweilige Mensch-Maschine-Schnittstelle eines späteren technischen Produktes detailliert zu überprüfen. RAMSIS repräsentiert dabei die Eigenschaften und Bedürfnisse der unterschiedlichen Menschen im Umgang mit technischen Produkten.
Dies kann bereits vor der Anfertigung eines ersten 1:1-Modells oder eines Prototyps in der konstruktiven Entstehungsphase im Computer erfolgen. Der Einsatz von RAMSIS erfolgt vor allem in der Entwicklung aller Arten von Luft- und Boden-Fahrzeugen und Baumaschinen. Die besondere Domäne von RAMSIS ist die Überprüfung der Insassenbedingungen von Fahrzeugen bei der Benutzung durch die Fahrer und Passagiere. Im Bereich der Produktentwicklung von Pkw stellt RAMSIS quasi einen Standard für die Ergonomieauslegung dar und wird von ca. 90 % der Hersteller weltweit eingesetzt. Die Auslegung von Arbeitsplätzen in Produktion und Büro ist ein erweitertes Einsatzgebiet.
RAMSIS kann das Manikin entsprechend den realen Körperabmessungen skalieren und nutzt dazu eine multidimensionale statistische Datenbank. Damit ist es nicht nur möglich, die ergonomisch relevanten Körperabmessungen der Frauen, Männer und Kinder hinsichtlich einer sehr kleinen und sehr großen Körperlänge wiederzugeben. Auch die charakteristischen Proportionsverhältnisse, welche unter den Begriffen „Sitzriese“ und „Sitzzwerg“ bekannt sind, sowie die Korpulenzvariationen kann RAMSIS geometrisch darstellen. Das Zusatzmodul ‚RAMSIS Body Builder’ ermöglicht eine detaillierte multidimensionale Einstellung von 18 Körpermaßen innerhalb der statistischen Grenzen. Da die Körpermaße einer Bevölkerung einer Zunahme von durchschnittlich etwa 10 mm pro Dekade unterliegen, der sogenannten säkularen Akzeleration, können die Körpermaße für die Zukunft statistisch prognostiziert werden.
RAMSIS besitzt ein anatomisches Beweglichkeitsmodell für seine Körpergelenke und ein Haltungsmodell, das speziell die eingenommene Körperhaltung im jeweiligen Fahrzeug nach Komfortaspekten simulieren und bewerten kann. Auf dieser Grundlage können mit RAMSIS die Positionen und Körperhaltungen, der Raumbedarf, die Erreichbarkeiten, der Bewegungsraum, die Betätigungen, die Handhabungskräfte und die Sicht prognostiziert werden. Im Modul 'RAMSIS kognitiv' ermöglichen mehrere Funktionen für die Simulation der Sichtbedingungen des Menschen Prognosen der visuellen Wahrnehmung.
Die Industrie nutzt diese Ergonomie-Software intensiv um die ergonomische Gestaltung eines Produktes leichter, schneller und kostengünstiger durchzuführen, als dies mit iterativer Optimierung eines Prototyps mittels Überprüfung durch Versuchspersonen erfolgen kann. RAMSIS existiert nicht nur als eigenständiges Stand-alone-Computerprogramm, sondern auch als Modul eingebettet in das CAD-System CATIA V5. Dadurch kann die Notwendigkeit von aufwendigen Datenkonvertierungen bei rekursiven Analyse- und Konstruktionsfolgen reduziert werden. RAMSIS ist als Analyse- und Simulationsprogramm dem computer-aided engineering (CAE) zuzurechnen, obwohl es unmittelbar gemeinsam mit CAD eingesetzt wird.

## Geschichte
RAMSIS wurde in den Jahren 1987 bis 1994 im Rahmen eines Forschungsprojektes der Forschungsvereinigung Automobiltechnik (FAT) des Verband der Automobilindustrie (VDA) entwickelt. Anlass für die Entwicklung digitaler Menschmodelle seit Ende der 1960er und vor allem in den 1970er Jahren war der Bedarf für die Konstruktion komplexer Produkte, wie der eines Fahrzeugs, auch innerhalb der CAD-Konstruktionsumgebung ein adäquates Auslegungswerkzeug für ergonomische Belange einzusetzen. Die bis dahin verwendeten zweidimensionalen Körperumrissschablonen wie die SAE-Schablone oder die „Kieler Puppe“ erfüllten diesen Anspruch nicht.
Die wissenschaftliche Erarbeitung der ergonomischen Grundlagen des Systems erfolgte überwiegend am Lehrstuhl für Ergonomie (LfE) der Technischen Universität München (TUM) unter Professor Heiner Bubb. Die Softwareentwicklung und der internationale Vertrieb erfolgt durch die Firma Humanetics Digital Europe GmbH mit Sitz in Kaiserslautern (ehemals Human Solutions GmbH, ehemals Tecmath AG).
Eigentümer von RAMSIS wurde nach Abschluss des FAT-Projektes ein Konsortium der deutschen Automobilindustrie bestehend aus den Herstellerfirmen AUDI AG, BMW AG, Mercedes-Benz Group, Ford-Werke GmbH, Adam Opel GmbH, Dr. Ing. h. c. F. Porsche AG, Volkswagen AG sowie des Automobilzulieferers Johnson Controls (JCI Beteiligungsgesellschaft GmbH).
Nach Abschluss des Forschungsprojektes wurde RAMSIS in ein kommerzielles Produkt überführt und wird seit 2002 durch die Human Solutions GmbH als Simulationssoftware auch anderen Nutzern außerhalb der deutschen Automobilindustrie angeboten. Seitdem erfährt RAMSIS kontinuierlich eine weitere Verbreitung auf der ganzen Welt. Die funktionale Entwicklung ging ebenfalls stetig weiter. Spezialfunktionen für die unterschiedlichsten Anwendungsfälle führen zu einer andauernden Erweiterung der Software.
Seit dem Jahr 2007 wird der RAMSIS Excellence Award vergeben, ein wissenschaftlicher Preis für Fahrzeug-Ergonomie, der nach dem Menschmodell benannt ist.